# Jannis Kounellis
Jannis Kounellis (řecky: Γιάννης Κουνέλλης; 23. března 1936 Pireus – 16. února 2017 Řím) byl řecko-italský výtvarný umělec, klíčová postava uměleckého hnutí Arte povera.

## Život a dílo
Narodil se a žil v Řecku do roku 1956, kdy se přestěhoval do Říma, kde vystudoval na Accademia di Belle Arti v Římě. Vystavovat začal v roce 1960. Na některých jeho prvních obrazech byly jen čísla, písmena nebo slova, často kopírující reklamy a nápisy na ulici. Jeden ze svých obrazů si také oblékl jako oděv a ve svém ateliéru vytvořil představení. V roce 1961 začal malovat na noviny, aby odrážel své pocity vůči moderní společnosti a politice. Od roku 1963 komponoval do svých uměleckých děl nalezené předměty. Plátno nahradil rámy postelí, dveřmi, okny. V roce 1967 se připojil k hnutí arte povera, jehož teoretikem byl kurátor Germano Celant. Pod jeho vlivem se posunul od práce na rovných plochách k instalacím. Zúčastnil se výstavy 'Arte Povera – e IM Spazio' v Galerii La Bertesca v Janově. Pro upevnění hnutí připravil Celant další skupinovou výstavu, „Arte Povera“, která se konala v galerii De' Foscherari v Bologni v roce 1968. Jeho práci z té doby dobře ilustrovalo dílo Senza titolo (Bez názvu), které se skládalo ze surové vlny, provazu a dřevěné konstrukce, vše pouze opřené o zeď. V roce 1967 Kounellis do svých instalací umístil živé ptáky v klecích. Ve své práci s živými zvířaty pokračoval později v roce 1969, kdy vystavil dvanáct živých koní, jako by to byla auta. Postupně Kounellis do svých instalací zapojoval nové materiály, jako propanové kahany, kouř, uhlí, maso, mletou kávu, olovo apod. V roce 1974 vystupoval s Edwardem Kienholzem, Wolfem Vostellem a dalšími umělci v Berlíně na akci nazvané ADA – Aktionen der Avantgarde. V říjnu 2009 Kounellis vystavoval mnoho děl v Tate Modern Gallery v Londýně. Jonathan Jones z deníku The Guardian poznamenal, že jeho „suché kamenné zdivo, pytle obilí a rýže a obraz, který zahrnuje část partitury Janových pašijí od Johanna Sebastiana Bacha "vnášejí do muzea pocit skutečného života".

## Výstavy

### Vybrané samostatné výstavy
- 1960: galerie La Tartaruga, Řím
- 1969: Galerie Attico, Řím
- 1981: Van Abbemuseum, Eindhoven
- 1982: Whitechapel Art Gallery, Londýn
- 1988: Hrad Rivoli, Turín
- 1996: Museo Nacional Centro de Arte Reina Sofía, Madrid
- 2005: Albertina, Vídeň
- 2007: Neue Nationalgalerie, Berlín
- 2007: Kounellis - Jaffa
- 2009: Tate Modern, Londýn
- 2012: Goulandrisovo muzeum kykladského umění, Atény
- 2016: Centro de Arte Contemporáneo Wifredo Lam, Havana
- 2016: Monnaie de Paris, Paříž
- 2016: Negevské muzeum umění, Beer Ševa
- 2019: Fondazione Prada, Benátky

### Výstavy skupiny Arte Povera
- 1967: 'Arte Povera – e IM Spazio', galerie La Bertesca, Janov
- 1968: 'Arte Povera', galerie De Foscherari, Bologna
- 1968: 'RA3 Arte povera + Azioni povere', Arsenali della Republica, Amalfi
- 1969: 'Žijte ve své hlavě: Když se postoje stanou formou', Kunsthalle, Bern
- 1969: 'Op losse schroeven: situaties en cryptostructuren' 1969 Stedelijk Museum, Amsterdam
- 1970: 'Konceptuální umění, Arte Povera, Land Art', Galleria Civica d Arte Moderna, Turín
- 1982: 'Arte Povera, Antiform, Sculptures 1966–69', CAPC Center d'Arts Plastiques Contemporains, Bordeaux
- 2001: 'Zero to infinity: Arte Povera 1962–1972', Walker Art Center, Minneapolis